# Martin-Baker Delta Jet Fighter (F.43/46)
Martin-Baker Delta Jet Fighter (F.43/46) – niezrealizowany projekt brytyjskiego samolotu myśliwskiego z napędem odrzutowym wytwórni Martin-Baker. Był to ostatni samolot zaprojektowany przez współwłaściciela wytwórni Jamesa Martina.

## Historia
24 stycznia 1947 roku brytyjskie Ministerstwo Zaopatrzenia (Ministry of Supply) wydało specyfikację F.43/46, w której zawarto charakterystykę nowego, dziennego, jednomiejscowego samolotu myśliwskiego przeznaczonego do zwalczania bombowców na dużych wysokościach. W odpowiedzi na warunki techniczne zawarte w specyfikacji James Martin zaprojektował awangardowy, jak na czasy powstania, samolot myśliwski. Miała być to maszyna ze skrzydłami w układzie delta pozbawiona usterzenie poziomego. Niewątpliwie, inspiracje dla swojego projektu Martin czerpał ze znanych już wówczas w Wielkiej Brytanii prac Alexandra Lippischa. Samolot miał być wolnonośnym średniopłatem, pozbawionym usterzenia poziomego. Kabina pilota miała znajdować się w pogrubionej nasadzie potężnego statecznika poziomego. Pilot miał mieć do dyspozycji wyrzucany fotel i w pełni ciśnieniową kabinę. Do napędu nowej maszyny miał posłużyć silnik odrzutowy Rolls-Royce Avon (AJ.65). Silnik miał być umieszczony w kadłubie, w dziobie znajdować miał się wlot powietrza ze stożkiem. Dysza wylotowa na końcu kadłuba. Paliwo miało znajdować się w zbiornikach umieszczonych w skrzydłach samolotu i mieszczących 1364 l. Podwozie chowane z przednim podparciem: koła podwozia głównego do wnęk w skrzydłach, a przednia goleń do wnęki w kadłubie. Uzbrojenie samolotu miało składać się z dwóch działek Hispano o kalibrze 20 mm z zapasem 200 nabojów na lufę. Działka miały znajdować się w nasadzie skrzydeł z wylotami luf umieszczonymi tuż przy kadłubie. Projekt samolotu nie wyszedł poza deskę kreślarską. Royal Air Force nie była nim zainteresowana, a sam Martin skupił się już w tym okresie na konstruowaniu wiodącego produktu wytwórni Martin-Baker, jakim stały się fotele wyrzucane. Model maszyny został zaprezentowany w 1947 roku na wystawie Society of British Aerospace Companies zorganizowanej w Radlett, z uwagi na swój awangardowy kształt wzbudzając duże zainteresowanie. Spekulowano, iż może być zdolna do przekroczenia bariery dźwięku.